# Dömötör Erzsi
Dömötör Erzsi Dömötör Erzsébet (Budapest, 1933. október 26. – n.a.) magyar színésznő.

## Életpályája
A Színház- és Filmművészeti Főiskolán 1954-ben kapott színészi diplomát. Pályáját az Úttörő Színházban kezdte 1951-ben. 1952-től az Állami Faluszínház illetve a jogutód Állami Déryné Színház társulatához tartozott. 1961-től a Vígszínházban, 1963-tól a Kamara Varietében szerepelt. 1964-től a győri Kisfaludy Színházban töltött két évadot, 1966-tól a Honvéd Művészegyüttes tagja volt. 1989-től szabadfoglalkozású színművésznőként ballada-, gyermek- és kabaréműsorok összeállítója és közreműködője[mikor?].

## Fontosabb színházi szerepei
- Molière: Botcsinálta doktor... Katica
- Anton Pavlovics Csehov: A medve... Popova
- Guy de Maupassant: Bel Ami... Rachel
- Harriet Beecher Stowe: Tamás bátya kunyhója... Peggy
- Mona Brand: Hamilton család... Helen
- Gabriela Zapolska: Dulszka asszony erkölcse... Hesia; Mela
- Branislav Nušić: Dr. Pepike... Szlávka
- Kristóf Károly - Szirmai Albert: Tabáni legenda... Marika
- Babay József: Három szegény szabólegény... Selyem Péter
- Forgách István: Vándormadarak... Bözsi
- Hunyady József: Galambos korsó (Százszorszép szerelem)... Eszter
- Móricz Zsigmond: Pillangó... Irma

## Filmek, tv
- Kisunokám (1960)
- A pártfogó (1982)
- Szomszédok (1988-1999)
- Barátok közt (1998)